# Whippet
Whippet er en hunderace fremavlet specielt til jagt. I mange henseender ligner en whippet en greyhound i mindre målestok.

## Historie
Man mener, at whippet er avlet på basis af greyhound og visse terrierracer. oprindelsesland for whippet er Storbritannien i 1800-tallet
Trods det sarte ydre er whippet en robust og selvsikker hund. Dens formidable tempo gør den også til en fremragende rottefænger.
En whippets vægt skal ligge på mellem 12-20 kg og højden mellem 43-51 cm.